# Лазаркин Кут
Лазаркин Кут — озеро, що розташоване в Одеській області (Україна) за 600 км на південь від столиці країни Києва. 

## Географія

### Розташування
Озеро Лазаркин Кут займає 0,79 км2. Знаходиться на острові Анкудінов. Територія навколо майже повністю вкрита змішаним лісом. Озеро охоплює 1,1 км з півночі на південь і 1,1 км зі сходу на захід.

## Клімат
Клімат помірний. Середня температура 12°C. Найспекотніший місяць — серпень, 23°C. Найхолоднішим є лютий, -1°C. Середня кількість опадів становить 697 міліметрів на рік. Найвологішим місяцем є січень, 110 міліметрів опадів. Найвологіший — березень, 21 міліметр.